# 鲍义志
鲍义志（1951年—），男，土族，青海民和人，中华人民共和国作家、政治人物，中国民主同盟中央委员会常务委员、青海省委员会主任委员，青海省政协副主席，第九届全国人大代表，第十届、第十一届、第十二届全国政协委员。

## 生平
2008年，当选第十一届全国政协委员，代表中国民主同盟，分入第五组。